# Pedro Petrone
Pedro Petrone Schiavone (Montevideo, 1905. május 11. – Montevideo, 1964. december 13.) olimpiai és világbajnok uruguayi válogatott labdarúgó.
Az uruguayi válogatott tagjaként részt vett az 1930-as világbajnokságon, az 1924. és az 1928. évi nyári olimpiai játékokon illetve az 1923-as, az 1924-es, az 1927-es és az 1929-es Dél-amerikai bajnokságon.

## Sikerei, díjai
Nacional
- Uruguayi bajnok (2): 1924, 1933

Uruguay
- Világbajnok (1): 1930
- Dél-amerikai bajnok (2): 1923, 1924
- Olimpiai bajnok (2): 1924, 1928

## Halála
Petrone 1964-ben halt meg Montevideóban, 59 évesen.